# وزغچه تاج‌سرخ
وزغچه تاج‌سرخ (نام علمی: Pseudophryne australis) نام یک گونه از تیره قورباغه‌های زمینی استرالیا است.
این گونه وزغ در ناورا، استرالیا تا جنوب بلومانتنز در استرالیا بافت می‌شود.